# Strzeszyn (Biecz)
Strzeszyn ist eine Ortschaft mit einem Schulzenamt der Gemeinde Biecz im Powiat Gorlicki der Woiwodschaft Kleinpolen in Polen.

## Geschichte
Der Ort am linken Ufer der Ropa wurde wahrscheinlich im 13. Jahrhundert gegründet. 1383 wurde Bolesław, der Schulz von Strzeszyn als Boguslao de Scaliszin bzw. Streszin erwähnt. Im 15. Jahrhundert Stressin (1424), Strzeshin (Jan Długosz, 1470 bis 1480). Der Ortsname ist von Personennamen *Strzesza oder Strzesz (von Strzeżymir, Strzeżysław) abgeleitet.  Kirchlich gehörte Strzeszyn immer der Pfarrei in der Stadt Biecz.
Im 16. und 17. Jahrhundert trugen einige Dorfbewohner Namen deutscher Ursprung, deswegen bezeichnete der NS-Historiker Kurt Lück Strzeszyn als eine verpolte deutsche Kolonie.
Der Ort gehörte zunächst zum Königreich Polen (ab 1569 in der Adelsrepublik Polen-Litauen), Woiwodschaft Krakau, Kreis Biecz. Bei der Ersten Teilung Polens kam Strzeszyn 1772 zum neuen Königreich Galizien und Lodomerien des habsburgischen Kaiserreichs (ab 1804). Ab dem Jahr 1855 gehörte Strzeszyn zum Bezirk Gorlice.
1918, nach dem Ende des Ersten Weltkriegs und dem Zusammenbruch der k.u.k. Monarchie, kam Strzeszyn zu Polen. Unterbrochen wurde dies nur durch die Besetzung Polens durch die Wehrmacht im Zweiten Weltkrieg.

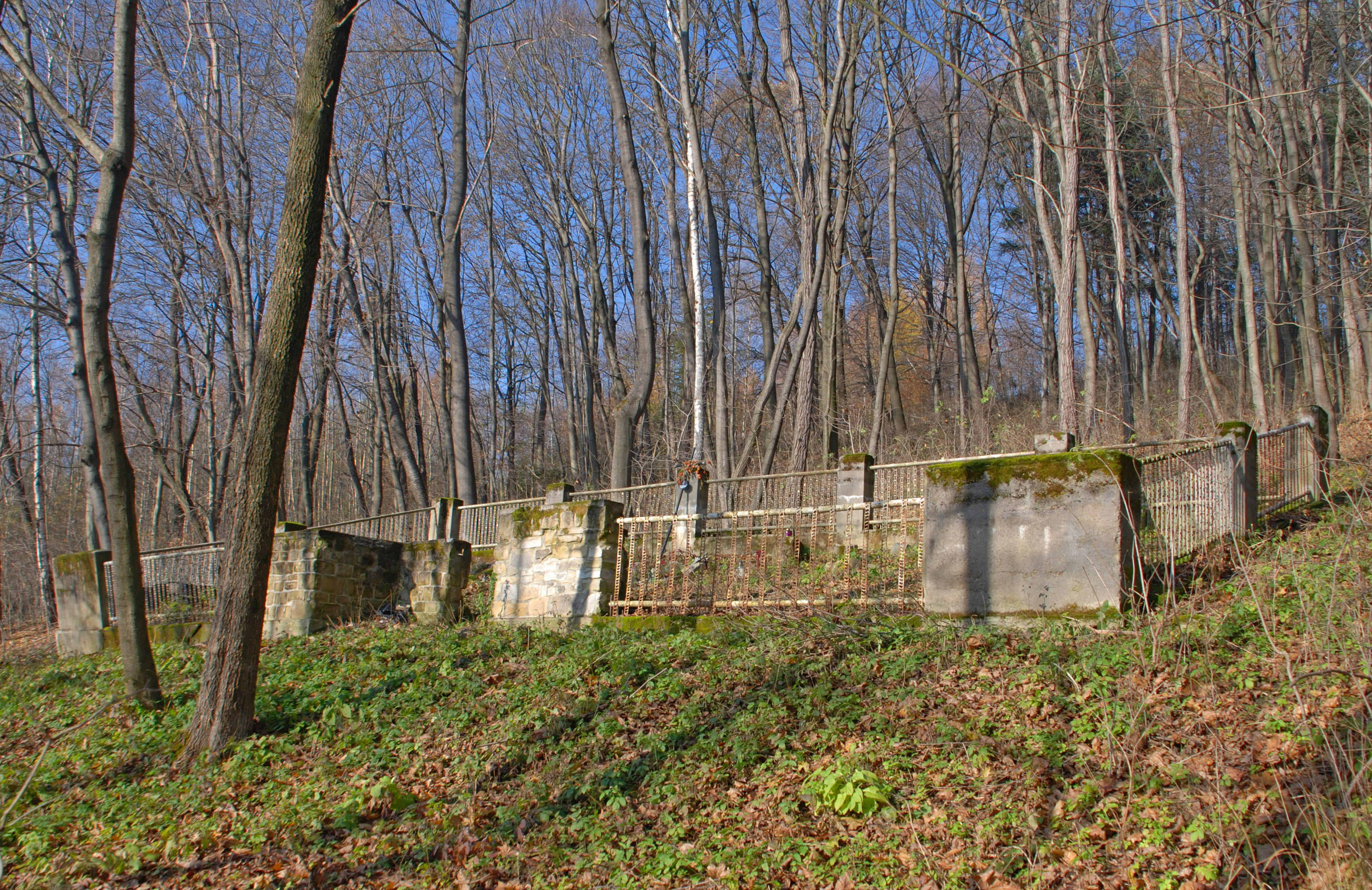
Soldatenfriedhof

Es gibt ein österreichischer Soldatenfriedhof aus dem Ersten Weltkrieg (Nummer 104) in Strzeszyn.
Von 1975 bis 1998 gehörte Strzeszyn zur Woiwodschaft Krosno.